# Radio Free Europe
Radio Free Europe/Radio Liberty, sigla RFE/RL, nota anche nei paesi slavi come Radio Svoboda ("Radio Libertà", traduzione in russo di Radio Liberty), è un'organizzazione per le comunicazioni ed emittente radiofonica fondata dal Congresso degli Stati Uniti, attualmente con sede a Praga (Repubblica Ceca), in passato a con sede centrale a Monaco di Baviera (Germania Ovest) e sedi di trasmissione a Pals (Spagna) e Glória do Ribatejo (Portogallo).
L'organizzazione esiste in Europa, Asia (Radio Free Asia) e Medio Oriente. Trasmette più di mille ore alla settimana di programmi in 28 lingue su onde corte, onde medie, modulazione di frequenza e internet, oltre a pubblicare articoli su internet. Lo scopo dichiarato di Radio Free Europe è quello di "promuovere i valori e le istituzioni democratiche tramite la diffusione di informazioni e idee."

## Storia
Il Comitato nazionale per un'Europa libera venne fondato nel giugno 1949 a New York e Radio Free Europe ne era il braccio operativo. Il quartier generale venne stabilito a Monaco di Baviera e trasmise il suo primo programma su onde corte il 4 luglio 1950, verso la Cecoslovacchia.
Le trasmissioni facevano parte di una campagna generale di guerra psicologica della CIA decisa da Allen Dulles e diretta oltre la cortina di ferro. La CIA creò delle linee guida generali e forniva un contributo giornaliero nel trattamento delle notizie.
Il finanziamento di Radio Free Europe da parte della CIA venne reso pubblico nel 1971, momento in cui l'organizzazione venne reistituita nel Delaware come organizzazione non-profit, la supervisione venne passata all'International Broadcasting Bureau, e il budget venne passato a stanziamenti pubblici. Nel 1975, Radio Free Europe venne fusa con un'organizzazione simile, sempre finanziata dal Congresso, chiamata Radio Liberty (fondata nel 1951), e il nome del gruppo venne ufficialmente cambiato in Radio Free Europe/Radio Liberty. La missione dell'International Broadcasting Bureau venne trasferita al Broadcasting Board of Governors nel 1994.
Le autorità dell'Unione Sovietica tentarono regolarmente di disturbare le trasmissioni di Radio Free Europe fino al 1988.
I trasmettitori erano localizzati in una base americana segreta presso Pals in Catalogna (Spagna); la località fu scelta in quanto permetteva di trasmettere fino a Mosca in condizioni magnetiche terrestri tali da evitare le trasmissioni sovietiche di disturbo in un arco di 2 ore al giorno almeno. Inoltre la localizzazione nella Spagna franchista permetteva il mantenimento di uno stretto riserbo sulle attività dell'installazione (dotata di enormi antenne), che venne alla luce solo dopo la caduta di Franco. Un'altra sede di trasmissione del segnale era situata sotto un altro regime anticomunista, nel Portogallo di Salazar, a Glória do Ribatejo.
Dal 1985 al 1993 l'organizzazione condusse anche Radio Free Afghanistan.

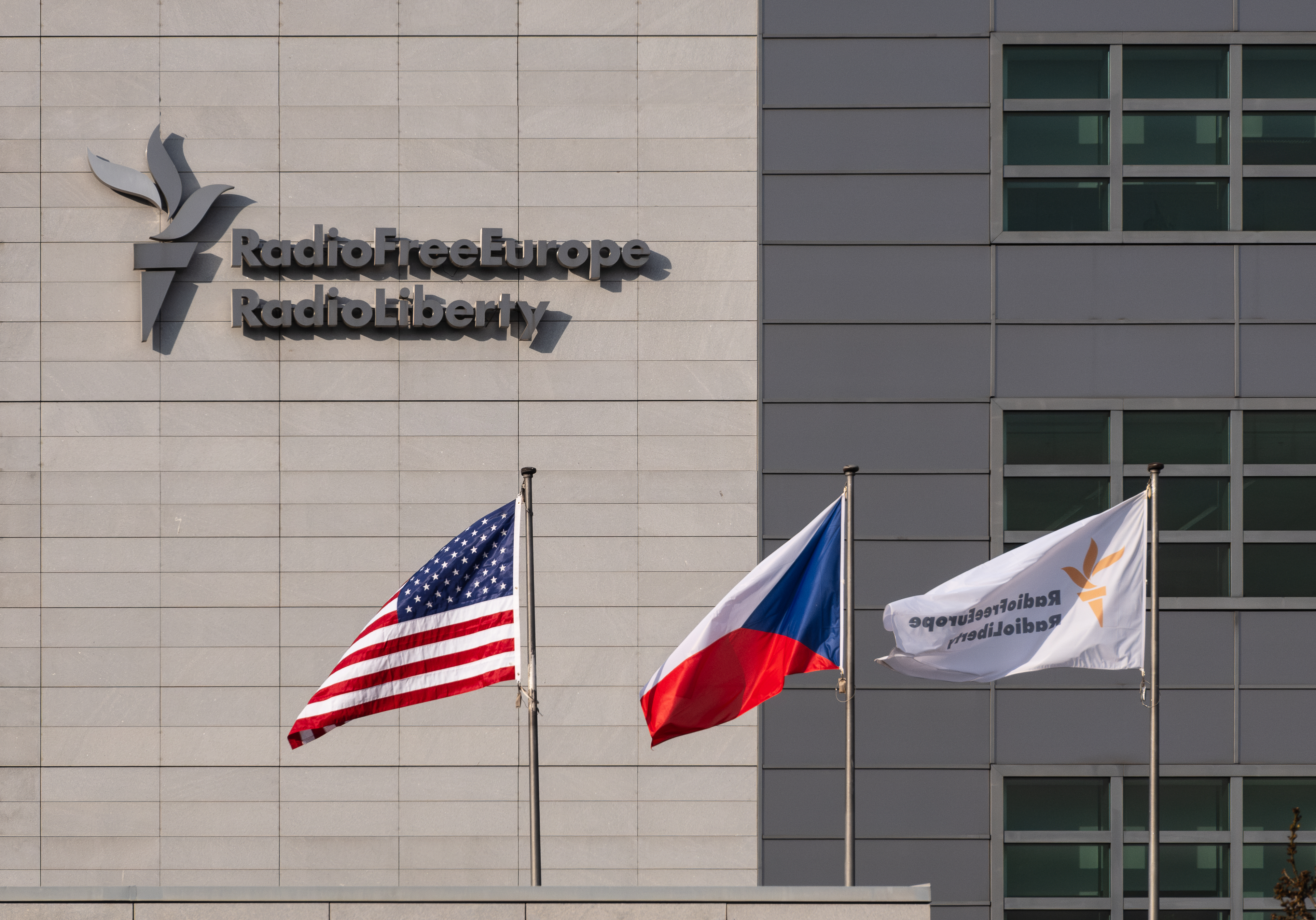
La sede centrale di Radio Free Europe a Praga

Il collasso dell'Unione Sovietica ridusse il budget di Radio Free Europe, il suo quartier generale, precedentemente situato a Monaco di Baviera, fu spostato a Praga nel 1995 sotto la presidenza di Václav Havel, e le operazioni europee vennero ridotte. Comunque, queste operazioni si sono espanse altrove, nel 1994 venne avviata Radio Free Iraq, così come un servizio in persiano dedicato all'Iran, e nel 1997 iniziò le trasmissioni in Kosovo. Nuovi servizi sono inoltre previsti per l'Afghanistan e altre parti dell'Asia settentrionale. Radio Free Europe realizzò anche articoli scritti in diverse lingue sui propri siti internet a partire dagli anni '90.
La radio sostenne la rivoluzione ungherese del 1956, ma molti insorti credettero erroneamente che gli Stati Uniti sarebbero intervenuti contro l'invasione sovietica, cosa che violava la politica proclamata da Dwight Eisenhower, che rifiutò di intervenire militarmente.
La Radio, legalizzata sui territori ex sovietici nel 1991, venne successivamente vietata in Bielorussia e poi in Russia come organizzazione indesiderabile nel 2024, dopo essere stata dichiarata "agente straniero" nel 2019, a causa dei contenuti filo-occidentali definiti falsi e propagandistici dai due regimi. I contenuti e la collaborazione con la radio sono stati vietati ma le trasmissioni hanno continuato a essere ricevute, come ai tempi dell'URSS. In Russia RFE gestiva i portali Sever.Realii, Sibir.Realii, Azatlyk, Idel.Realii and Kavkaz.Realii, tuttora attivi ma censurati.
In Ucraina la radio è stata inserita invece nella lista bianca, che comprende enti di informazione con contenuti ritenuti accurati e di alta qualità, in percentuale superiore al 95 % dei propri servizi.
Il 15 marzo 2025, l'Agenzia statunitense per i media globali (USAGM) ha interrotto le sovvenzioni a RFE/RL e Radio Free Asia a seguito di una direttiva dell'amministrazione Trump che ha deciso anche lo scioglimento di USAGM. Il 18 marzo, RFE/RL ha citato in giudizio USAGM e due funzionari USAGM per bloccare la sospensione delle sovvenzioni. 
Il governo della Repubblica Ceca si è offerto di sovvenzionare Radio Free Europe al posto degli Stati Uniti. A maggio l'Unione europea ha trasferito a RFE/RL i 5.5 milioni di dollari già stanziati nonostante l'ordine di blocco americano. Nel maggio 2025, l'alto rappresentante degli affari esteri della UE Kaja Kallas ha dichiarato che l'Unione avrebbe fornito 6,2 milioni di dollari USA a RFE/RL, mentre la Svezia si è impegnata a fornire 2 milioni di dollari.
Il 4 luglio 2025, festa nazionale dell'indipendenza americana e 75° anniversario della prima trasmissione, il giudice distrettuale statunitense Royce Lamberth (district of Columbia) ha accolto la causa di Radio Free Europe contro USAGM per "rottura di contratto", ordinando di consegnare alla radio i fondi bloccati da Donald Trump previsti per il mese di giugno all'emittente. Nella sua decisione, Lamberth ha affermato che questa era la terza volta che era costretto a intervenire contro "l'azione illegale" intrapresa dall'USAGM a metà marzo, consistente nel sopprimere le sovvenzioni federali per emittenti come RFE/RL, Voice of America e Radio Free Asia, che avevano ricevuto tali finanziamenti per quasi 80 anni.